# Hernandiàcies
Hernandiaceae és una família de plantes amb flor dins de l'ordre Laurales. És una família reconeguda en els sistemes taxonòmics actuals, com l'APG II. N'hi ha quatre gèneres.

## Gèneres
- Hernandia
- Illigera
- Gyrocarpus
- Sparattanthelium